# Michel Serres
Michel Serres (1. září 1930, Agen, Francie – 1. června 2019, Paříž) byl francouzský filozof, historik vědy a esejista.
Od roku 1949 studoval na námořní škole, v letech 1952–1955 na École normale supérieure, navštěvoval přednášky filozofa Gastona Bachelarda a antropologa Andrého Leroi-Gourhana, a v letech 1956-1958 sloužil ve francouzském námořnictvu. V Clermont-Ferrand spolupracoval s Michelem Foucaultem a od roku 1969 byl profesorem dějin vědy na pařížské Sorbonně a od roku 1984 na Stanfordově univerzitě. Roku 1990 byl zvolen členem Francouzské akademie.

Jeho četné knihy se týkají velkých postav 19. století (Jules Verne, Émile Zola, Auguste Comte), dějin vědy (Leibniz, Lucretiova fyzika), aktuálních otázek společnosti a komunikace i otázky lidských práv (Le parasite, 1982), vzdělávání (Le tiers instruit, 1991) nebo vztahu člověka k přírodě (Le contrat naturel, 1987). Serres se snaží dávat dohromady poznání věd s poznáním filozofickým a kritizuje přílišný příklon soudobé filozofie k jazyku (logocentrismus).

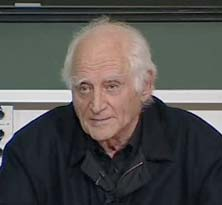
Michel Serres (2005)

| „ | Do knihoven se chodit musí, jistě, a člověk se musí stát učencem. Ale ať studujete a pracujete jak chcete, ještě něco chybí. Nechcete-li jen opisovat, musíte z knihovny ven, na čerstvý vzduch. Jinak budete psát jen knihy z knih. | “ |

| „ | Cílem učení je konec učení, to jest vynalézání. | “ |